# ديتر بوردينسكي
دييتر بوردينسكي (بالألمانية: Dieter Burdenski)‏ ، من مواليد 26 نوفمبر 1950 ، لاعب كرة قدم ألماني سابق.
لعب مع منتخب ألمانيا لكرة القدم.

## مسيرته الكروية
لعب ديتر بوردينسكي خلال مسيرته الاحترافية مع 5 أندية في واحد وعشرون موسمًا وسجل خلالها هدفًا واحدًا ضمن 514 مباراة. ولم يفز بأي موسم بالكأس وفاز في موسم واحد بالدوري.
خاض ديتر بوردينسكي مسيرته مع نادي شالكه 04 في موسم 1969–70 ولمدة موسمين، مشاركًا في 3 مباريات ولم يسجل أي هدف. ثم انتقل إلى نادي أرمينيا بيليفيلد في موسم 1971–72 لمدة موسم واحد، حيث شارك في 31 مباراة ولم يسجل أي هدف أيضًا. لينتقل بعدها إلى نادي فيردر بريمن في موسم 1972–73 ليلعب معه ستة عشر موسمًا، مشاركًا في 476 مباراة سجل خلالها هدفًا واحدًا. ثم انتقل إلى نادي أيك سولنا ما بين عامي 1988 و1989 لمدة موسم واحد، مشاركًا في مباراة ولم يسجل أي هدف. هذا وانتقل لاحقًا إلى نادي فيتيسه آرنهم في موسم 1990–91 لمدة موسم واحد، مشاركًا في 3 مباريات ولم يسجل أي هدف أيضًا.

## روابط خارجية
- ديتر بوردينسكي على موقع قاعدة بيانات كرة القدم.إي يو (الإنجليزية)
- ديتر بوردينسكي على موقع بيانات كرة القدم. دي إي (الألمانية)
- ديتر بوردينسكي على موقع ناشيونال فوتبول تيمز (الإنجليزية)
- ديتر بوردينسكي على موقع عالم كرة القدم.نت (الإنجليزية)